# Autobiografia
Un'autobiografia è la biografia di una persona scritta dal soggetto stesso.
Il critico letterario francese Philippe Lejeune la definisce come «il racconto retrospettivo in prosa che un individuo reale fa della propria esistenza, quando mette l'accento sulla sua vita individuale, in particolare sulla storia della propria personalità». È scritta da chi, a un certo punto della propria vita, decide di rievocare le fasi già vissute e che sono state per lui particolarmente importanti. L'autore prende coscienza di sé attraverso i ricordi ed è protagonista delle vicende narrate. I tempi verbali per lo più sono al passato. Non sono presenti tutti i fatti della vita dell'autore, ma soltanto quelli che lui vuol far conoscere per presentarsi in un certo modo. Lo stile è generalmente "sostenuto" e vi sono poche inserzioni dialogiche, molte invece sono le riflessioni personali.

## Definizione
Un'autobiografia non deve necessariamente assumere la forma di racconto in prosa, e può essere scritta in versi (come il poema The Prelude di William Wordsworth), in forma di saggio (come Les Confessions di Jean-Jacques Rousseau), di opera teatrale (usata soprattutto in terapia e nello psicodramma alla  Jacob Levi Moreno)  cinematografica (notori sono i documentari alla Jonas Mekas o Stan Brakhage e altro New American Cinema, ma anche diversi film cosiddetti di finzione) o in forma di fumetto (come in Non mi sei mai piaciuto di Chester Brown).  Dopotutto si può dichiarare autobiografico ogni prodotto che istituisce un rapporto tra narratore e testo percepito dal narratario (o destinatario del racconto) come veritiero. In questo senso si parla di "patto autobiografico" e, all'interno della produzione del testo, di "vertigine dello sdoppiamento".
Da un lato l'autobiografia confina con la memorialistica che a sua volta tende alla storiografia e dall'altro lato confina con le opere di finzione, soprattutto con il romanzo che in particolare con il suo sviluppo nel XX secolo diventa una sorta di introspezione. In questo senso anche la pubblicazione di diari e lettere avvicinano al racconto dell'interiorità che in senso generale viene detto autobiografico. Parentele concettuali si trovano ovviamente anche con la biografia e con l'agiografia.
Lo sviluppo del genere si dipana fin dalla remota antichità. Si sono cimentati nel genere sia scrittori sia personalità pubbliche (come Ulysses Simpson Grant, Gandhi, Charles de Gaulle, Nelson Mandela) o persone che hanno eccelso in arti diverse dalla scrittura (Isadora Duncan, Arthur Rubinstein, molti attori, cantanti e registi).

## Storia

### Antichità
Il più antico esempio di autobiografia noto, risale al X secolo a.C. ed è attribuito all'autore egizio delle Avventure di Sinuhe, che si diversifica dalle tradizionali biografie apologetiche di politici e di oratori presentate nell'antichità.
Il genere acquista rilievo e conosce una diffusione eccezionale soprattutto nel corso del XVIII secolo, ma è nella tradizione letteraria latina e cristiana che l'autobiografia affonda le proprie radici: sono infatti le Confessioni (Confessiones) di sant'Agostino, il primo grande modello di racconto autobiografico, reso tale dalla ricerca interiore e dai nuovi elementi psicologici apportati dal cristianesimo. 
Nell'opera del vescovo di Ippona, la narrazione autobiografica è legata ad una funzione eminentemente religiosa, in quanto il racconto personale si risolve in una ricostruzione della crescita morale dell'individuo, esemplare per ogni uomo, formula che verrà riproposta nel XVII e nel XVIII secolo dai capi di nuove correnti religiose come George Fox (quaccheri) e John Wesley (metodismo).
Un altro esempio di autobiografia antica è la Storia delle mie disgrazie (Historia calamitatum mearum) di Pietro Abelardo, in origine una lettera a un amico, e in senso lato anche gli Essais di Montaigne, che già appartengono al mondo moderno.

### Umanesimo, Rinascimento, Illuminismo
Con l'età dell'Umanesimo iniziano invece a diffondersi forme di scrittura autobiografica legate ad esperienze intellettuali eccezionali (come quella di Francesco Petrarca, raccontata nella raccolta di epistole Familiares e nel Secretum, o quella di Enea Silvio Piccolomini, autore dei Commentarii rerum memorabilium) o alla tradizione delle famiglie mercantili (legate alla stesura dei libri di ricordi) o all'attività degli artisti figurativi, che nei loro scritti autobiografici raccolgono riflessioni di carattere tecnico, appunti di lavoro, note sui rapporti con i committenti ecc. Ne è uno straordinario esempio la Vita di Benvenuto Cellini, scritta intorno al 1570 ma scoperta e pubblicata nel corso del XVIII secolo.
Che i "Libri di ricordi" e i "libri di famiglia" (fino ai conti domestici) confinino con l'autobiografia (come in Matteo Palmieri o Francesco Guicciardini o nel diario di Pontormo, Il libro mio) è più evidente che in altri casi, legati alla promozione di sé presso le corti o per la vita militare. D'altra parte questo è il periodo in cui si scoprono, traducono e ripresentano anche testi classici, dai Ricordi di Marco Aurelio alle Vite parallele di Plutarco (di per sé opere non autobiografiche, ma che aiutano a rendere fertile il terreno).
Lo sviluppo moderno dell'autobiografia e la sua affermazione come genere letterario è strettamente correlato all'affermarsi di un nuovo tipo di curiosità per la vita individuale, in cui sembrano riflettersi gli eventi, i fatti, le situazioni di un mondo in rapida trasformazione. Su questa strada cominciano a porsi vari scritti autobiografici del XVI secolo e del XVII secolo. Tra questi spiccano il De vita propria dello scienziato e filosofo italiano Girolamo Cardano, che rappresenta una delle più famose e intriganti autobiografie per la schiettezza che Cardano usa nel delineare i tratti peggiori del proprio carattere e la Vita scritta da lui medesimo di Gabriello Chiabrera.
In senso biografico vanno invece intese Le vite de' più eccellenti pittori, scultori e architettori scritte da Giorgio Vasari per descrivere la personalità di eccelse figure dell'arte e della pittura e che comprendono anche l'autobiografia dello stesso Vasari.
Per quanto riguarda la letteratura italiana, le prime autobiografie settecentesche si presentano come ambiziose giustificazioni dell'impegno culturale individuale, così come è esemplificato nella Vita di Pietro Giannone e nella Vita di G. B. Vico scritta da sé medesimo di Giambattista Vico.
Nel corso del secolo dei lumi il racconto della vicende intellettuali si intreccia con una più accurata attenzione ai particolari della vita sociale contemporanea. Si impone una nuova curiosità per le avventure, che plasmano e costruiscono la stessa personalità dell'individuo. In questa direzione vanno le opere autobiografiche di Carlo Goldoni (Mémoires, 1784-87), Giacomo Casanova (Histoire de ma vie, 1822) e Lorenzo Da Ponte (Memorie scritte da esso, 1823-29).
Un'altra autobiografia fondamentale nella storia della letteratura italiana è la Vita scritta da esso di Vittorio Alfieri, pubblicata postuma nel 1806.

### Ottocento
Nel corso del XIX secolo, il genere si sviluppa ulteriormente, trasformandosi in indagine approfondita delle contraddizioni della personalità e in analisi interiore, sulla scorta di una nuova aspirazione alla sincerità e all'autenticità di chiara matrice romantica. Il grande modello che si impone a tutta l'Europa è dato da Le confessioni di Jean-Jacques Rousseau, iniziate nel 1764 e pubblicate postume in due parti, nel 1782 e nel 1789.
L'opera di Rousseau, fondata sulla centralità dell'io e sul recupero memoriale, dà impulso a tutta una produzione autobiografica incentrata sulla ricostruzione del passato individuale, sul recupero dell'infanzia e sul tema della memoria. La parola tedesca Selbstbiographie fu coniata dai fratelli Schlegel in riferimento a quest'opera.
In Francia vengono così pubblicate le Memorie d'oltretomba (Mémoires d'outre-tombe) di Chateaubriand (1849-50), l'Histoire de ma vie di George Sand (1854-1855), ma anche la Vie de Henry Brulard di Stendhal (pubblicata nel 1890 ma scritta intorno al 1835-36); in Inghilterra le Confessions of an English Opium-Eater (1821) di Thomas de Quincey, mentre in Russia Tolstoj dà alle stampe la trilogia Infanzia, Adolescenza, Giovinezza (1852-56). In Italia va notato lo straordinario caso dello Zibaldone di Giacomo Leopardi, che collega la romantica poetica della memoria e del rimpianto a più vaste speculazioni di ordine filosofico, componendo una sorta di sintesi fra illuminismo ateo e romanticismo esistenziale.
Casi di memorie interessanti sono anche quelle degli ex-schiavi Frederick Douglass, la cui Narrative of the Life of Frederick Douglass, an American Slave è pubblicata nel 1845, e Harriet Ann Jacobs, la cui Incidents in the Life of a Slave Girl uscì per intero nel 1861. Anche Benjamin Franklin scrisse una Autobiography (1770-90, la cui vicenda editoriale complessa comincia a stabilizzarsi con le prime edizioni del nuovo secolo).
Contemporaneamente, la memorialistica italiana produce opere di carattere essenzialmente politico-ideologico, influenzate dal processo risorgimentale: Le mie prigioni di Silvio Pellico (1832), I miei ricordi di Massimo d'Azeglio (pubblicati postumi nel 1867), Le ricordanze della mia vita di Luigi Settembrini, pubblicate postume nel 1879-80 e, ormai nel nuovo secolo, Le faville del maglio di Gabriele D'Annunzio (pubblicate nel 1911-14 ma di impianto ottocentesco).

### XX e XXI secolo
Nel corso del Novecento la tradizione autobiografica tende a ibridarsi con la forma romanzesca, e l'esperienza individuale pare dissolversi nella fiction, dando così origine a quello che si suole definire romanzo autobiografico. Grandi testi novecenteschi all'incrocio tra autobiografia e romanzo sono Alla ricerca del tempo perduto (A la recherche du temps perdu) di Marcel Proust, pubblicato tra il 1913 e il 1927, Dedalus di James Joyce (1916), La coscienza di Zeno di Italo Svevo (1923) e L'uomo senza qualità di Robert Musil, (1930-1943), senza dimenticare alcune autobiografie dall'impianto più classico segnate però da un forte impegno politico e civile: ad esempio Le parole (Les Mots, 1964) di Jean-Paul Sartre e Memorie d'una ragazza perbene (Mémoires d'une jeune fille rangée, 1958) di Simone de Beauvoir, primo capitolo di un ciclo autobiografico che comprende anche L'età forte (1960), La forza delle cose (1963) e A conti fatti (1972).
Ancora prima si dovrebbe notare il Contributo alla critica di me stesso di Benedetto Croce (1915), che Gianfranco Contini considerava, pur con maggiore ironia, fatto sull'esempio vichiano e Il pellegrino di Roma di Ernesto Buonaiuti (1945). Una interessante sintesi di scrittura autobiografica è di psicoanalisi autoanalitica è il libro postumo di Carl Gustav Jung Ricordi, sogni, riflessioni scritto a quattro mani con l'allieva Aniela Jaffé. Alla stessa corrente dell'autobiografia psicoanalitica va associato il romanzo di Marie Cardinal Le parole per dirlo. Per stile si fanno notare W ou le souvenir d'enfance (1975) di Georges Perec (che alterna un capitolo di finzione con uno autobiografico) e Roland Barthes par Roland Barthes (1975) che il critico francese dedica a se stesso e al proprio metodo. Sociologi autobiografi sono stati sia Edgar Morin in I miei demoni (1994), sia Francesco Alberoni in La mia vita, la mia opera.
Con lo sviluppo della psicologia di relazione e comunicazione, l'autobiografia è diventata uno strumento per l'affermazione, ricerca e cura dell'identità, sia a livello del paziente (che viene incoraggiato attraverso la narrazione a ricostruire e rivelare la propria storia intima), sia a livello del medico (in particolare l'analista che junghianamente considera "poetica" la base della mente umana). Da alcune correnti della psicoterapia moderna la scrittura autobiografica viene incoraggiata, col fine di aiutare il soggetto a cogliere la struttura narrativa del Sé, e quindi da una parte a spiegarsi il proprio modo di essere attuale, dall'altra a modificarlo con la rivisitazione dei ricordi e dei progetti.
L'autobiografia è utilizzata anche per lo storytelling, una tecnica attraverso la quale vengono narrate le organizzazioni (base per processi di motivazione e partecipazione collettiva all'azienda).
Da un punto di vista antropologico, l'autobiografia è stata definita da Philippe Lejeune come quella forma che narra dello sviluppo del sé dell’individuo, concentrandosi solo accidentalmente su questioni come la carriera ed eventi storici. L'autobiografia sarebbe quindi un genere intimamente legato allo sviluppo di una cultura di stampo individualista. Per Georges Gusdorf invece il genere autobiografico risponde più generalmente alla consapevolezza di sé, e pertanto autobiografie sarebbero rintracciabili sin dall’inizio delle pratiche scritturali.
Per chiudere la rassegna si deve evidenziare lo sviluppo della letteratura più recente nella direzione del mescolamento tra vicende personali e riflessione sulla narrazione delle stesse (in scrittori come Paul Auster, Don DeLillo, Philip Roth, Milan Kundera o J. M. Coetzee, tanto per fare qualche nome) e al contempo l'accesso aperto alla narrazione di sé offerto dalla crescita incontrollata del fenomeno dei blog.